# Mejevoi (Stàvropol)
|  | Per a altres significats, vegeu «Mejevoi». |

Mejevoi (en rus: Межевой) és un poble (un khútor) del krai de Stàvropol, a Rússia, que en el cens del 2010 tenia 208 habitants. Pertany al districte rural de Kurskaia.